# Najlepszego życia diler
Najlepszego życia diler (zapis stylizowany: Najlepszego Życia Diler) – czternasty album studyjny polskiego rapera Palucha. Wydawnictwo ukazało się 9 października 2024 nakładem wytwórni muzycznej B.O.R. Records w dystrybucji Step Hurt.
Album jest utrzymany w stylu muzyki hip-hop. Składa się z wersji standardowej (1 CD).
Płyta znalazła się na 2. miejscu polskiej listy sprzedaży – OLiS. Wydawnictwo uzyskało status złotej płyty, przekraczając liczbę 15 tysięcy sprzedanych kopii.

## Lista utworów
Opracowano na podstawie materiału źródłowego.
| Nr  | Tytuł utworu                 | Słowa                               | Muzyka                                       | Długość |
| --- | ---------------------------- | ----------------------------------- | -------------------------------------------- | ------- |
| 1.  | „Intro”                      | Łukasz Paluszak                     | Krystian Silakowski                          | 1:42    |
| 2.  | „Nigdy w życiu”              | Łukasz Paluszak                     | Sergiusz Pankowiak                           | 3:18    |
| 3.  | „Na luzie” (oraz Dj Taek)    | Łukasz Paluszak                     | Jakub Gil, Patryk Leśniewski                 | 3:11    |
| 4.  | „M&M”                        | Łukasz Paluszak                     | Juliusz Konieczny                            | 3:12    |
| 5.  | „Poryte głowy”               | Łukasz Paluszak                     | Kamil Pisarski                               | 2:34    |
| 6.  | „Więcej ognia” (oraz Słoń)   | Łukasz Paluszak, Wojciech Zawadzki  | Juliusz Konieczny                            | 3:20    |
| 7.  | „Hall of fame” (oraz Białas) | Łukasz Paluszak, Mateusz Karaś      | Kenji Rosine, Frederico Stefano Mpyo         | 3:15    |
| 8.  | „Ułoży się”                  | Łukasz Paluszak                     | Miron Dunikowski                             | 2:43    |
| 9.  | „W moich ramionach”          | Łukasz Paluszak                     | Wojciech Rusinek                             | 3:24    |
| 10. | „Mam cię”                    | Łukasz Paluszak                     | Miron Dunikowski, Mikołaj Kaczmarek          | 2:21    |
| 11. | „60tki skit”                 | Łukasz Paluszak                     | nieznany                                     | 0:40    |
| 12. | „Żelazo”                     | Łukasz Paluszak                     | Konrad Zasada, Szymon Świątczak, Brunon Grad | 2:29    |
| 13. | „DresKot” (oraz Szpaku)      | Łukasz Paluszak, Mateusz Szpakowski | Jakub Salepa                                 | 2:59    |
| 14. | „Dobre imię”                 | Łukasz Paluszak                     | Krystian Silakowski                          | 2:55    |
| 15. | „Paluch nie żyje”            | Łukasz Paluszak                     | Krystian Silakowski                          | 2:49    |
| 16. | „Dopóki czuję puls”          | Łukasz Paluszak                     | Wojciech Rusinek                             | 3:20    |
|     |                              |                                     |                                              | 44:12   |

## Pozycje na listach sprzedaży

### Pozycje na listach tygodniowych
| Kraj   | Lista (2024)             | Najwyższa pozycja |
| ------ | ------------------------ | ----------------- |
| Polska | OLiS – albumy            | 2                 |
| Polska | OLiS – albumy fizycznie  | 2                 |
| Polska | OLiS – albumy w streamie | 7                 |

## Certyfikat
| Kraj          | Certyfikat  | Sprzedaż |
| ------------- | ----------- | -------- |
| Polska (ZPAV) | złota płyta | 15 000+  |